# Sosun Pattah
Il Sosun Pattah è un'arma bianca manesca del tipo spada, originaria dell'India centrale. La lama monofilare è lunga e curva, con dorso convesso e taglio concavo, con la punta pronunciata e rivolta verso l'esterno. Nell'insieme, il Sosun Pattah ricorda un miscuglio tra il Kukri, il celebre coltello dei Gurkha, ed il Talwar, la scimitarra sviluppatasi in India dal modello del Kilij, la celebre scimitarra dei Turchi. Spesso si presenta altamente decorata con metalli preziosi, specie intorno all'elsa.
Si ritiene che il Sosun Pattah, come lo stesso kukri o lo yatagan turco, possa essere stato derivato dal modello del kopis, la sciabola a taglio concavo degli antichi Greci.